# Ferrovia Ziegelbrücke-Linthal
La ferrovia Ziegelbrücke-Linthal è una linea ferroviaria a scartamento normale della Svizzera.

## Storia
La ferrovia nacque per servire l'industria tessile glaronese, i cui prodotti erano esportati in tutto il mondo.
Il 14 febbraio 1859 venne inaugurata da parte delle Ferrovie Svizzere Unite (VSB) la linea tra Weesen e Glarona, insieme alla linea Rapperswil-Weesen, di cui la tratta glaronese era il prolungamento.
Il 20 settembre 1875 la Schweizerische Nordostbahn (NOB) aprì al traffico la linea ferroviaria della sponda sinistra del lago di Zurigo, ed il suo prolungamento da Ziegelbrücke fino a Näfels-Mollis, località nella quale si innestava sulla Weesen-Glarona. La stessa società inaugurò, il 28 maggio 1879, la tratta tra Glarona e Linthal.
Nel 1902 sia la VSB che la NOB furono nazionalizzate, confluendo nelle Ferrovie Federali Svizzere (FFS); quindici anni dopo venne sospeso l'esercizio della tratta di 4 km tra Weesen e Näfels-Mollis, parallela alla Ziegelbrücke-Näfels; la sospensione venne confermata nel 1925 e la tratta venne soppressa con atto del Consiglio federale del 17 dicembre 1931 e quindi smantellata.
Il 15 maggio 1933 la linea fu elettrificata, contemporaneamente alle tratte Delémont-Delle e Uznach-Ziegelbrücke.

## Caratteristiche
La linea, a scartamento normale, è lunga 27,3 km. La linea è elettrificata a corrente alternata monofase con la tensione di 15.000 V alla frequenza di 16,7 Hz; la pendenza massima è del 20 per mille. È interamente a binario unico.

### Percorso
| Continuation backward |

| Unknown route-map component "CONTgq" | Unknown route-map component "ABZg+r" |  |

| Station on track |

| Unknown route-map component "STR+l" | Unknown route-map component "ABZgr" |  |

|  | Unknown route-map component "eABZgl" | Unknown route-map component "eKRZ" | Unknown route-map component "exSTR+r" |  |

|  | Unknown route-map component "hKRZWae" | Straight track | Unknown route-map component "exSTR" |  |

|  | Station on track | Straight track | Unknown route-map component "exSTR" |  |

|  | Straight track | Straight track | Unknown route-map component "exBHF" |  |

|  | Straight track | Straight track | Unknown route-map component "exhKRZWae" |  |

|  | Straight track | One way leftward | Unknown route-map component "xKRZxl" | Unknown route-map component "CONTfq" |

| One way leftward | Unknown route-map component "ABZ+rxl" | Unknown route-map component "exSTRr" |

| Station on track |

| Station on track |

| Station on track |

| Unknown route-map component "hKRZWae" |

| Stop on track |

| Unknown route-map component "hKRZWae" |

| Station on track |

| Unknown route-map component "hKRZWae" |

|  | Station on track | Unknown route-map component "exKBHFa" |

|  |  | Straight track | Unknown route-map component "exSTRl" | Unknown route-map component "exCONTfq" |

| Unknown route-map component "hKRZWae" |

| Stop on track |

| Stop on track |

| Station on track |

| Unknown route-map component "hKRZWae" |

| Stop on track |

| Stop on track |

| Unknown route-map component "hKRZWae" |

| Unknown route-map component "uCONTr+f" | Straight track |  |

| Unknown route-map component "uKHSTe" | Stop on track |  |

| End station |

La linea parte dalla stazione di Ziegelbrücke, nodo ferroviario sulle linee per Zurigo, Rapperswil e Coira; attraversato il canale della Linth si lascia il canton San Gallo per entrare nel canton Glarona. Viene toccata la stazione di Nieder- und Oberurnen, quindi a Näfels-Mollis si entra nella valle del fiume Linth, tagliando da nord a sud l'intero cantone (servendo anche la capitale cantonale e la sua stazione). La linea termina a Linthal, ai piedi del massiccio del Tödi.

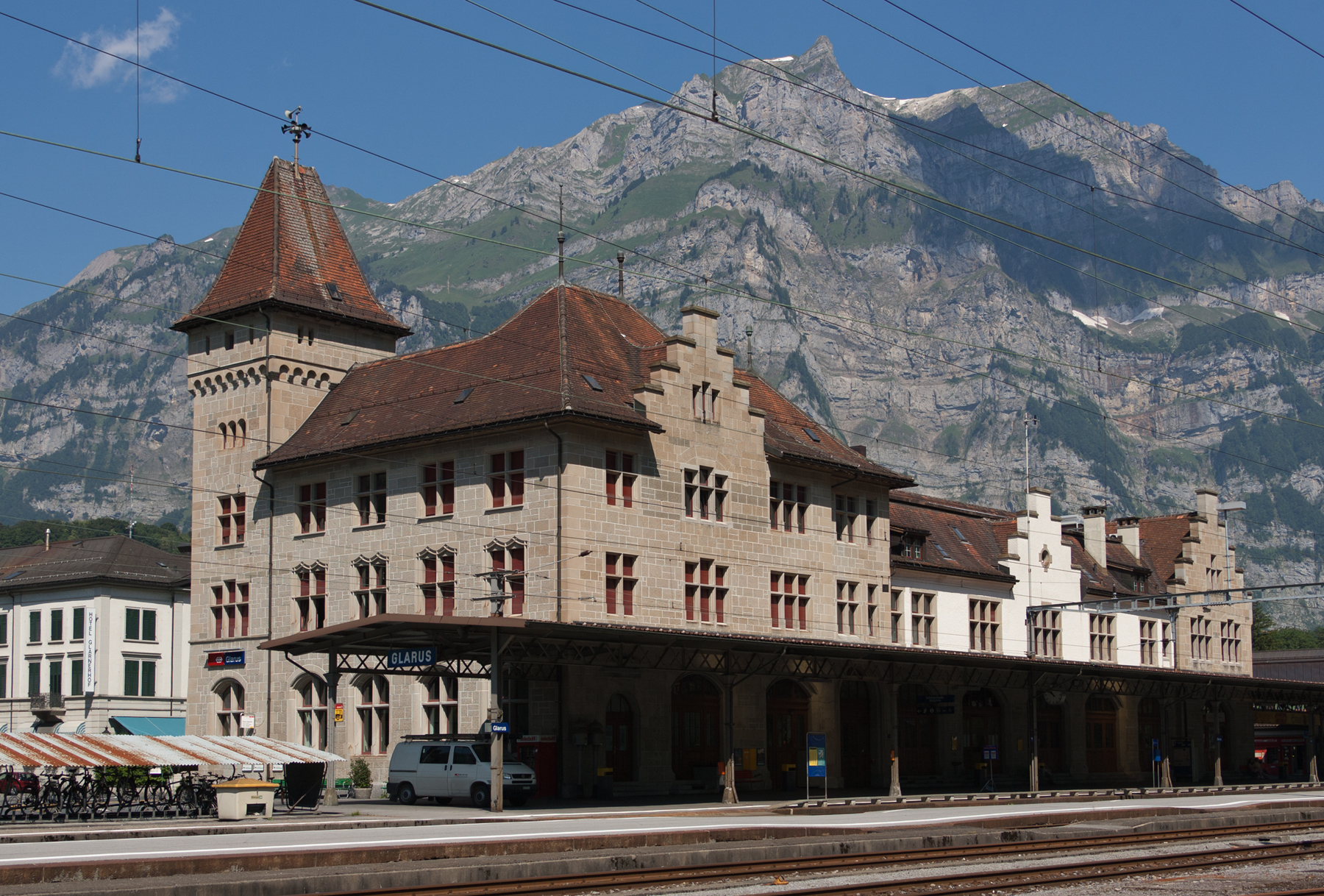
La stazione di Glarona